# Gautrain

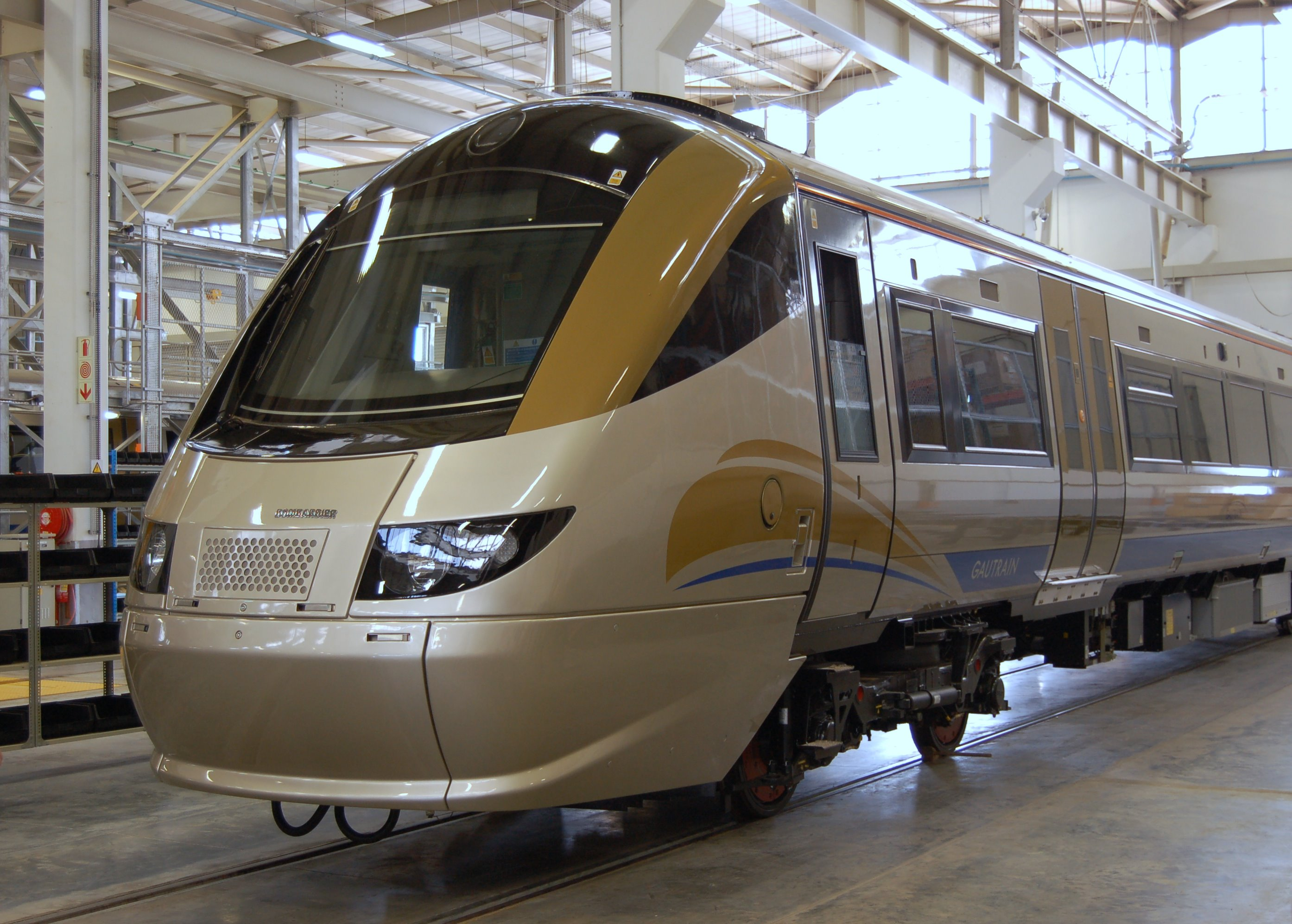
Gautrain in depot.

De route van de Gautrein. De gestippelde sectie is ondergronds.

Gautrain (Afrikaans: Gautrein) is een 80 kilometer lange spoorlijn in de provincie Gauteng, Zuid-Afrika. Hierbij wordt Johannesburg met de OR Tambo International Airport (internationale luchthaven van Johannesburg) en Pretoria (Tshwane) verbonden. Men hoopt dat met deze nieuwe hogesnelheidslijn de verkeersdrukte op de Ben Schoemansnelweg (N1) tussen Pretoria en Johannesburg verminderd kan worden.

## Locatie
De tien stations bevinden zich in:
- Johannesburg Park Station (ondergronds)
- Rosebank (ondergronds)
- Sandton (ondergronds)
- Marlboro (op begane grond)
- Midrand (op begane grond)
- Centurion (op viaduct)
- Pretoria (op begane grond)
- Hatfield (op begane grond)
- Rhodesfield (op viaduct)
- OR Tambo International Airport (op viaduct)

## Geschiedenis
Om een modern transportnetwerk te ontwikkelen heeft het provinciebestuur van Gauteng een publiek-private samenwerking met lokale en internationale experts gevormd. Er wordt naar gestreefd om van de dagelijkse 665.000 verkeersbewegingen op de Ben Schoumansnelweg zo'n 20% via de hogesnelheidslijn te laten plaatsvinden tegen maximaal 45 rand per kaartje. 
In september 2006 werden de werkzaamheden van de Gautrain aangevat op het gedeelte tussen OR Tambo International Airport en station Sandton. Dit deel werd vlak voor het WK 2010 in Zuid-Afrika voltooid. In een volgende fase werd de verbinding tussen Sandton en Rosebank en tussen Sandton en Hatfield (Pretoria) in gebruik genomen (augustus 2011). Sinds 7 juni 2012 is het volledige spoornetwerk operationeel, nadat insijpeling van grondwater op de route tussen Rosebank en Johannesburg Parkstatie verholpen werd.
De voormalige minister van Financiën, Trevor Manuel, meldde in februari 2006 dat er 7,1 miljard rand beschikbaar was gekomen van de Gauteng-fiscus. Op 16 februari 2006 kondigde de premier van Gauteng, Mbhazima Shilowa, aan dat de provincie Gauteng de verdere financiële benodigdheden bij elkaar had gekregen door met het Bombela-consortium als gekozen private partij in zee te gaan.
Ondanks dat de bouw pas startte op 28 september 2006, zijn investeerders, ontwikkelaars en het mkb meteen gaan investeren in de omgeving van de Gautrain door middel van het ontwikkelen van kantoren, woonblokken en mogelijkheden tot vrijetijdsbesteding. Hierdoor zijn de prijzen van het onroerend goed enorm gestegen. In Sunnyside, een wijk tussen de stations van Pretoria en Hatfield, zijn de prijzen tussen 2002 en 2005 bijna 8 keer zo hoog geworden.
Het provinciebestuur van Gauteng heeft onderzoek gedaan naar de invloeden van de Gautrain op de omgeving. De benodigde goedkeuringen zijn gegeven op 25 april 2004, en op 7 december 2005 heeft de regering van de Republiek van Zuid-Afrika groen licht gegeven voor het project met een geschatte kostprijs van 24 miljard rand.
Er zijn schattingen dat er, direct en indirect, rond de 93.000 banen gecreëerd worden door Gautrain. Daarnaast worden er meer dan 3.000 nieuwe banen per jaar verwacht in de bedrijfstijd van de Gautrain.

## Bouw

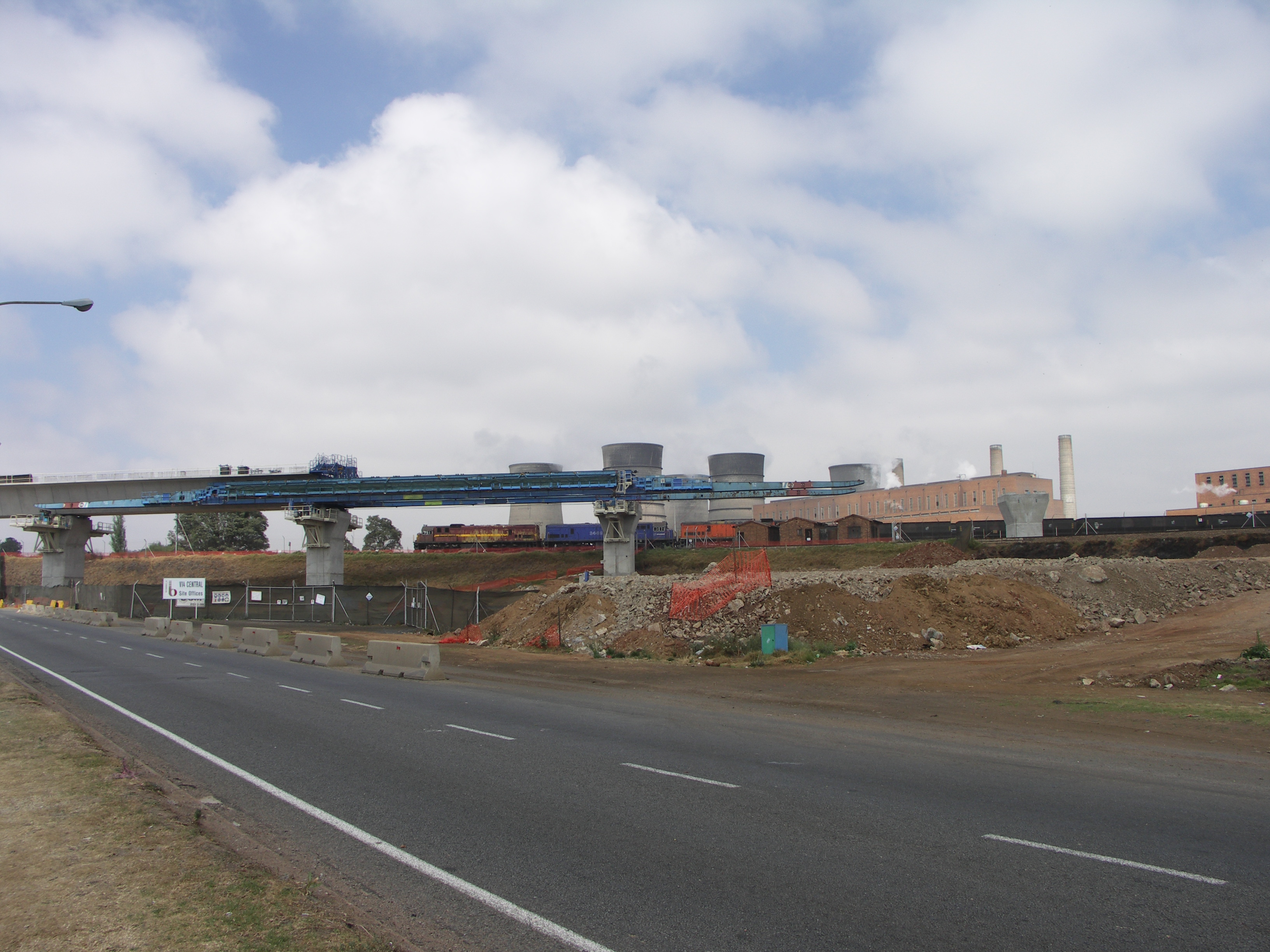
Gautrain-viaduct in aanbouw in het westen van de OR Tambo-luchthaven

De bouw van de infrastructuur is door het Bombelaconsortium uitgevoerd. Dit consortium is een samenwerking tussen Bombardier Transportation, Bouygues Travaux Publics, Murray & Roberts, de Strategic Partners Group en RATP Développement. De internationale partners zijn voor 50% eigenaar van het consortium. De andere 50% zijn van de Zuid-Afrikaanse bouwonderneming Murray & Roberts en de Strategic Partners Group, een belangengroep voor de economische positie van zwarten.

## Kenmerken
Het Gautrain-netwerk is in totaal 80 kilometer lang en vult de andere vormen van openbaar vervoer aan zoals de bekende taxibusjes, lijnbussen en het huidige metrorail-netwerk. De reizigers kunnen met een geïntegreerde reiskaart gebruikmaken van de verschillende vormen van openbaar vervoer. Hiernaast worden ook 135 luxe “Gautrainbussen” ingezet die voor het vervoer zorgen naar bestemmingen tot 15 kilometer van de stations.
Over de hogesnelheidslijnen rijden 24 treinen, die elk uit vier wagons (tot acht tijdens de spits) bestaan. De topsnelheid bedraagt 160 kilometer per uur, waardoor de reistijd tussen Johannesburg Parkstatie en Pretoria Hatfield ongeveer 42 minuten bedraagt. Tussen deze stations vertrekt elke 18 minuten een trein, tijdens spitsuren zelfs om de 12 minuten. In het weekend blijft de regeling beperkt tot ieder half uur.
Op de stations en parkeerterreinen waken bewakingscamera’s en beveiligingsbeambten over de eigendommen van de reizigers. Alleen passagiers met een elektronisch kaartje kunnen de parkeerterreinen en stations op. Hiernaast kunnen reizigers van de Johannesburg International Airport hun bagage laten afleveren op station Sandton.
Een kaartje op de route Johannesburg/Pretoria kost tussen de 19 en 49 rand, afhankelijk van de reisafstand. De busritten van en naar de Gautrainstations kosten 6 rand, het parkeren 10 rand per dag.

## Technologie
Het bestaande treinnetwerk van Zuid-Afrika maakt gebruik van het zogenaamde Kaapspoor met een spoorwijdte van 1067 mm. De Gautrain daarentegen is gebouwd met normaalspoor met een spoorwijdte van 1435 mm, omdat normaalspoor bij snelheden vanaf 130 km/u veiliger en comfortabeler zijn. De treinen rijden maximaal 160 km/u.
Bombardier Transportations Electrostar, een treinmodel dat al eerder in Zuidoost-Engeland in gebruik werd genomen, is geselecteerd voor het Gautrainsysteem. De onderdelen werden vanuit het Verenigd Koninkrijk ingevoerd en in Zuid-Afrika door Union Carriage & Wagon Partnership (UCWP) in elkaar gezet.